# 桝本純也
桝本 純也（ますもと じゅんや、1988年7月25日 - ）は、兵庫県出身のバスケットボール選手である。ポジションはガード。バンビシャス奈良所属。

## 来歴
西落合中学校、神戸市立科学技術高等学校を経て大阪体育大学に進学。4年生時の2011年関西学生バスケットボール選手権大会でベスト4入りし、優秀選手賞を受賞。同大会の得点ランキングで3位、スリーポイントシュートランキングで4位。関西学生リーグ(2部)でも優秀選手賞を獲得。
卒業後、ライジング福岡、大分ヒートデビルズ、宮崎シャイニングサンズの九州3球団トライアウトを経て、福岡に加入した。。2012-13シーズンはレギュラーシーズン26試合に出場し出場時間217分、スリーポイントシュート61本試投し、22本を決めた。
2013-14シーズンは埼玉ブロンコスと契約を結び、47試合に出場。
2015-16シーズンよりバンビシャス奈良に所属。

## 成績
| シーズン | チーム | GP | GS | MPG  | FG%  | 3P%  | FT%  | RPG | APG | SPG | BPG | TO  | PPG |
| -------- | ------ | -- | -- | ---- | ---- | ---- | ---- | --- | --- | --- | --- | --- | --- |
| 2012-13  | 福岡   |    |    |      |      |      |      |     |     |     |     |     |     |
| 2013-14  | 埼玉   | 47 | 6  | 15.3 | .331 | .277 | .667 | 0.7 | 1.3 | 0.3 | 0.0 | 0.8 | 4.8 |
| 2014-15  | 埼玉   | 52 | 46 | 32.2 | .376 | .309 | .633 | 2.1 | 2.3 | 0.7 | 0.1 | 1.4 | 8.8 |